# Асадабад (Магаллат)
Асадабад (перс. اسداباد) — село в Ірані, у дегестані Бакерабад, у Центральному бахші, шахрестані Магаллат остану Марказі. За даними перепису 2006 року, його населення становило 23 особи, що проживали у складі 5 сімей.

## Клімат
Середня річна температура становить 15,39 °C, середня максимальна – 34,12 °C, а середня мінімальна – -7,34 °C. Середня річна кількість опадів – 198 мм.
| Клімат поселення                              | Клімат поселення | Клімат поселення | Клімат поселення | Клімат поселення | Клімат поселення | Клімат поселення | Клімат поселення | Клімат поселення | Клімат поселення | Клімат поселення | Клімат поселення | Клімат поселення | Клімат поселення |
| Показник                                      | Січ.             | Лют.             | Бер.             | Квіт.            | Трав.            | Черв.            | Лип.             | Серп.            | Вер.             | Жовт.            | Лист.            | Груд.            |                  |
| Середній максимум, °C                         | 10,65            | 13,59            | 18,49            | 24,44            | 29,16            | 33,24            | 34,12            | 33,17            | 29,41            | 23,38            | 17,08            | 10,78            |                  |
| Середня температура, °C                       | 1,64             | 4,59             | 9,50             | 15,45            | 20,15            | 24,24            | 27,64            | 26,69            | 22,92            | 16,91            | 10,61            | 4,31             |                  |
| Середній мінімум, °C                          | −7,34            | −4,4             | 0,50             | 6,46             | 11,14            | 15,25            | 21,16            | 20,20            | 16,46            | 10,42            | 4,12             | −2,16            |                  |
| Норма опадів, мм                              | 34               | 32               | 36               | 23               | 14               | 2                | 1                | 1                | 0                | 8                | 19               | 28               |                  |
| Середньомісячна швидкість вітру, м/с          | 1.47             | 2.17             | 2.60             | 3.00             | 2.80             | 2.61             | 2.73             | 2.45             | 2.22             | 2.16             | 1.65             | 1.65             |                  |
| Середньомісячна сонячна радіація, кДж/м²·день | 9974             | 13159            | 15595            | 18895            | 22679            | 26690            | 25859            | 24377            | 21341            | 16033            | 11632            | 9595             |                  |
| --------------------------------------------- | ---------------- | ---------------- | ---------------- | ---------------- | ---------------- | ---------------- | ---------------- | ---------------- | ---------------- | ---------------- | ---------------- | ---------------- | ---------------- |
| Джерело:                                      |                  |                  |                  |                  |                  |                  |                  |                  |                  |                  |                  |                  |                  |